# Perilampus tasmanicus
Perilampus tasmanicus är en stekelart som beskrevs av Cameron 1912. Perilampus tasmanicus ingår i släktet Perilampus och familjen gropglanssteklar. Inga underarter finns listade i Catalogue of Life.